# Annibale Gonzaga

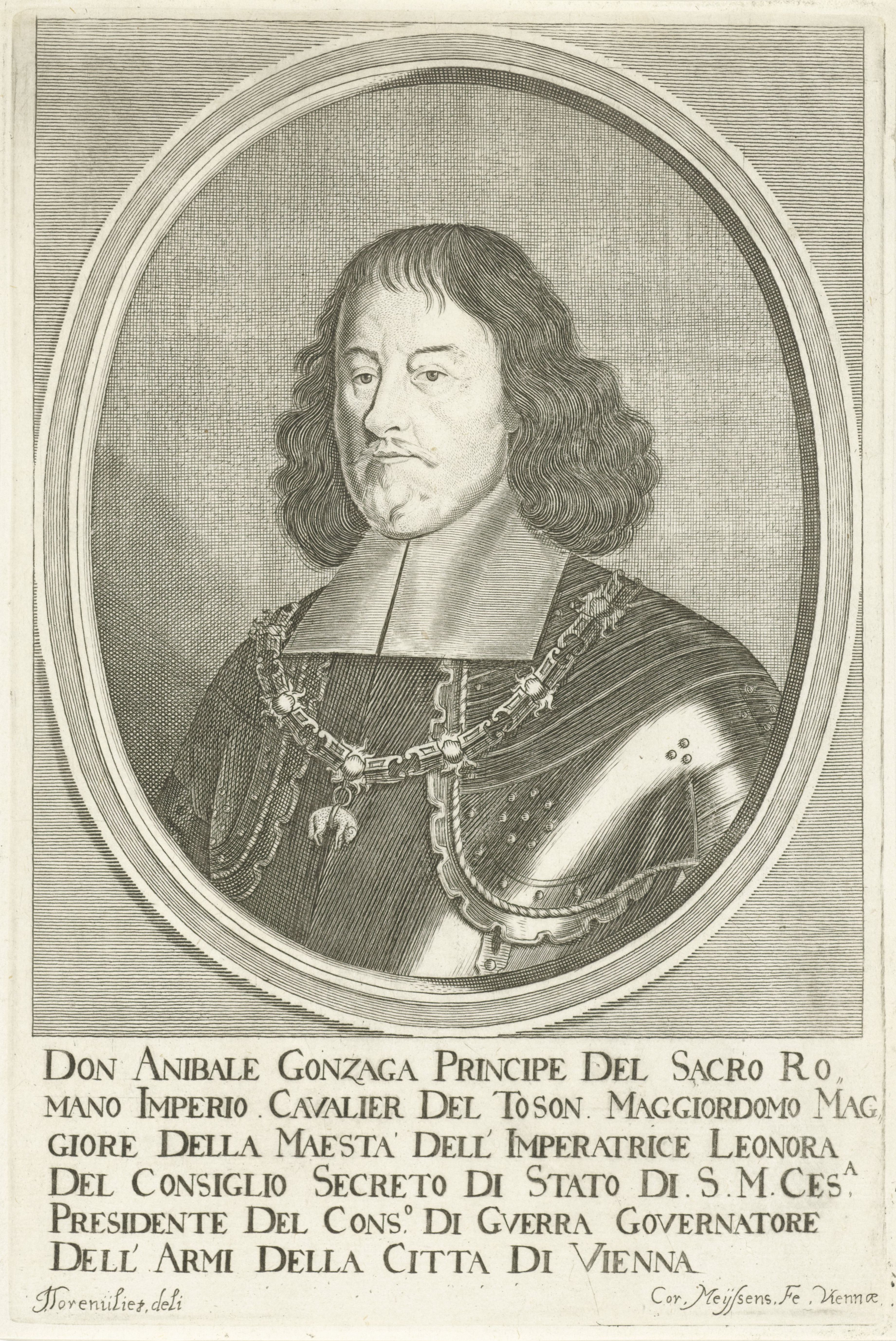
Annibale Gonzaga

Annibale Gonzaga (* 1602; † 2. August 1668 in Wien) war Spross der italienischen Fürstenfamilie Gonzaga. Er trat in kaiserliche Dienste ein, war Kommandant der Stadt Wien und stieg bis zum Feldmarschall und Hofkriegsratspräsidenten auf.

## Familie
Seine Eltern waren Ferrante Gonzaga di Bozzolo (1550–1605) und Isabella Gonzaga di Novellara, beide aus Nebenlinien der Familie Gonzaga. Zu Annibales Brüdern zählten Luigi, der im kaiserlichen Militärdienst bis zum Feldmarschallleutnant und Gouverneur von Raab aufstieg, und Camillo Gonzaga, der erst als kaiserlicher und dann als venezianischer General diente. Annibale war seit 1636 mit Hedwig Marie von Sachsen-Lauenburg verheiratet. Nach deren Tod im Jahr 1644 heiratete er 1646 Maria Barbara Gräfin von Czaky. In erster Ehe heiratete er damit eine Frau aus reichsfürstlichem Haus und in zweiter Ehe heiratete er in den ungarischen Adel ein. Aus den Ehen stammten vier Söhne und einige Töchter. Die Söhne starben vor dem Vater.

## Leben
Er trat in den kaiserlichen Militärdienst ein. Im Jahr 1634 war er Obrist eines Regimentes. Seinen weiteren Aufstieg verdankte er teilweise eigener Leistung, teilweise seiner Herkunft. Gonzaga nahm als einer der Kommandanten an der Schlacht von Nördlingen teil und überbrachte nach dem Sieg die Nachricht davon nach Wien. Im Jahr 1640 wurde er Kommandant der Stadt Wien. Nach ihm wurden zwei Bastionen der Wiener Stadtmauern benannt, die er erbauen ließ. Drei Jahre später wurde er auch Oberst der Stadt-Guardia. Daneben war er aber auch außerhalb Wiens tätig. Gonzaga verhandelte 1641 in Goslar mit Vertretern des niedersächsischen Reichskreises über eine Beendigung des Krieges.  Er befehligte 1642 mit Graf Bruay den rechten Flügel der kaiserlichen Armee in der Schlacht von Breitenfeld. Ein Jahr später kommandierte er eine kaiserliche Armee in Ungarn. Im Jahr 1644 wurde Gonzaga zum Generalfeld-meister ernannt.
Gonzaga nahm auch am kaiserlichen Hof wichtige Positionen ein. 1655 war er Oberster Stallmeister und Geheimer Rat. Er befehligte Truppen, die der Kaiser 1658 nach Ungarn entsandt hatte, um der Gefahr durch Georg II. Rákóczi und dem Risiko eines Krieges mit den Osmanen zu begegnen. Im Jahr 1660 wurde er zum Feldmarschall befördert. Er gehörte einer Gesandtschaft an, die in Berlin mit dem Kurfürsten Friedrich Wilhelm verhandelte. Dies trug zum Vertrag von Oliva bei. Seit 1666 war er Präsident des Hofkriegsrates und Obersthofmeister der verwitweten Kaiserin Eleonore, mit der er verwandt war. Die Position eines Oberhofmeisters hatte er bereits unter Kaiserin Eleonore d.Ä. bekleidet.
Er wurde in der Franziskanerkirche in Wien bestattet. Im Jahr 1861 wurde in Wien Innere Stadt (1. Bezirk) die Gonzagagasse nach ihm benannt.